# Neoascia unifasciata
Neoascia unifasciata är en tvåvingeart som först beskrevs av Gabriel Strobl 1898.  Neoascia unifasciata ingår i släktet dvärgblomflugor, och familjen blomflugor.
Artens utbredningsområde är Österrike. Inga underarter finns listade i Catalogue of Life.